# 프랑스의 마리테레즈
프랑스의 마리테레즈(프랑스어: Marie-Thérèse Charlotte de France, 1778년 12월 19일 – 1851년 10월 19일)은 프랑스의 공주로, 프랑스 국왕 루이 16세와 왕비 마리 앙투아네트 사이에서 장녀로 태어났다. 후일 샤를 10세가 되는 숙부 아르투아 백작의 장남 앙굴렘 공작 루이 앙투안과 결혼하여 앙굴렘 공작 부인이 되었다. 흔히 마담 루아이얄(Madame Royale)이라는 이름으로도 잘 알려져 있다. 왕정 복고 이후 1824년 샤를 10세가 왕이 되면서 왕태자비(마담 라 도핀 Madame la Dauphine)가 되었다.

## 유년기
1778년 베르사유에서 출생하였다. 1770년 부모의 결혼 이후 7년 만에 처음으로 탄생한 아이가 왕자가 아닌 공주라는 사실에 궁정 귀족들은 대부분 실망하였으나 어머니인 마리 앙투아네트는 딸의 탄생에 감격하여 이와 같은 말을 남겼다.

"불쌍한 어린 것, 너는 그들이 바라던 아이는 아니야. 그러나 그렇다고 우리가 너를 사랑하지 않는다는 건 아니야. 아들이었다면 국가의 것이 되었겠지만, 너는 나의 것이고 내 모든 보살핌을 받게 될 거야. 너는 나와 기쁨을 함께 하고 슬픔을 나눌 거야(Poor little thing, you are not what they wanted, but we will love you nonetheless. A son would have belonged to the State; you shall be mine, and have all my care; you shall share in my happiness and soften my sorrows)"

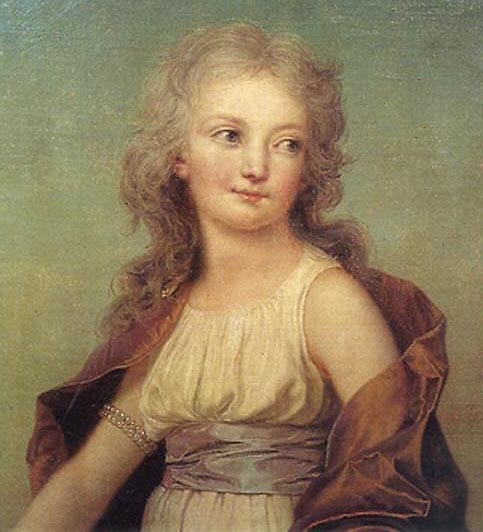
마리 테레즈(1784년)

공주의 이름은 대부모 인 외조모 마리아 테레지아 여제와 스페인 왕 카를로스 3세의 이름을 따와 마리 테레즈 샤를로트(Marie-Thérèse-Charlotte)로 확정되었다. 또한 공식적인 칭호로는 왕의 장녀에게 내려지는 칭호인 마담 루아이얄이라는 이름으로 알려졌다. 프랑스 역사상 마담 루아이얄은 앙리 4세의 장녀인 엘리자베트 드 부르봉과 마리 테레즈 두 명이었지만, 흔히 마담 루아이얄이라고 하면 마리 테레즈를 일컫는 경우가 거의 대부분이다. 공주의 첫 가정 교사는 프랑스의 명문가인 로앙-게메네 가문의 게메네 공비였으나 이후 게메네 가문이 파산, 추문을 일으키면서 물러나고 대신 마리 앙투아네트의 절친한 친구인 폴리냑 백작 부인이 자리를 대신하였다.
하고 싶은 대로 행동하도록 하고, 원하는 것을 모두 들어주면서 자녀들을 과잉보호하던 루이 16세에 비해, 어머니인 마리 앙투아네트는 딸을 엄하게 교육시켰고 그 결과 마리 테레즈는 아버지를 훨씬 좋아하고 어머니를 멀리하게 되었다. 시고모들이자 루이 15세의 딸들인 마담 아델라이드, 빅투아르, 소피가 거만하고 제멋대로 행동하여 귀족들에게 경원시당하는 것에 대해 프랑스 왕실의 엄격하지 못했던 가정 교육이 그 원인이라고 판단했던 마리 앙투아네트는 딸을 바르게 가르치겠다는 경각심이 매우 강했다. 마리 앙투아네트는 일부러 빈민 계층이 사는 곳을 마리 테레즈와 함께 방문하였고, 그들을 베르사유에 초대해 마리 테레즈로 하여금 그들을 대접하고 장난감을 나누어 주도록 하였다. 또한 1784년에는 "먹을 것도, 입을 것도, 불을 피울 장작도 없는 불행한 사람들이 너무 많은 탓에" 그들을 돕기 위해 돈을 다 써버려 딸에게 신년 선물을 주지 못한 적도 있었다.

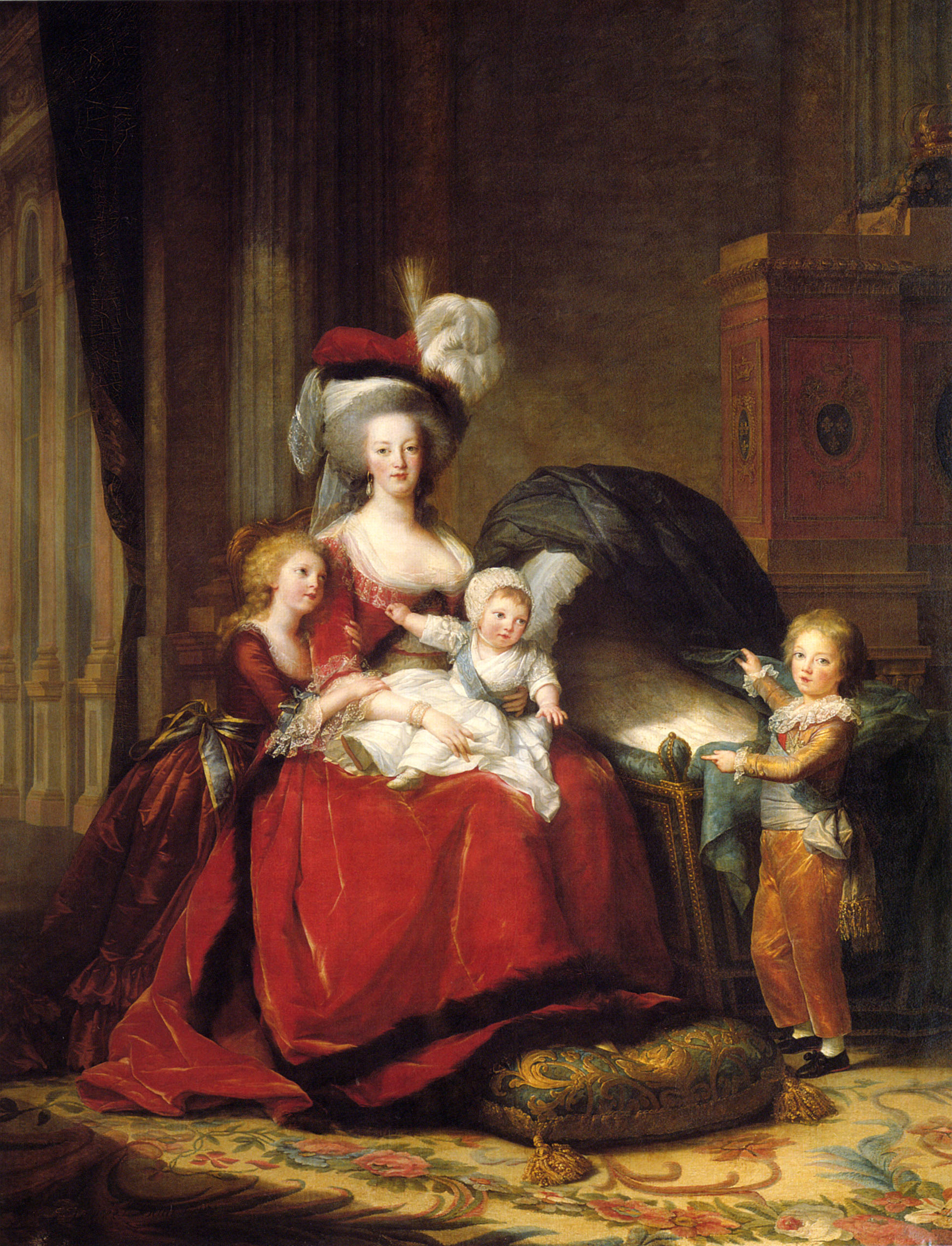
마리 앙투아네트와 네 자녀들

그러나 루이 16세의 가정은 여타 왕가들에 비해 상대적으로 화목한 편에 속했고, 마리 앙투아네트가 출산을 거듭하면서 왕가 자녀들의 수도 늘어났다. 1781년에는 왕태자 루이 조제프 그자비에 프랑수아가, 1785년에는 후일 루이 17세가 되는 루이 샤를이, 1786년에는 공주 소피 엘렌 베아트리스 공주가 마리 테레즈의 육아실에 합류하였다. 그러나 이중 소피 베아트리스는 1787년, 루이 조제프는 1789년 유전성 척추 결핵으로 요절하였다.

## 프랑스 혁명기 동안의 생활
루이 14세 시대 이후 만성적인 적자를 겪고 있던 프랑스의 재정은 루이 16세가 미국 독립전쟁을 지원하기 시작하면서 전에 없는 막대한 재정 압박에 시달렸다. 여기에 식료품을 비롯한 생필품의 가격 폭등과 함께 심각한 자연 재해까지 프랑스를 덮치면서 프랑스 내부에는 정치적, 경제적, 사회적 불만이 극도로 치솟기 시작하였다. 이러한 불만은 곧 강력한 권력을 지닌 왕족들에 대한 비판으로 확장되었다. 왕가의 일원들 중 가장 먼저 비판의 대상이 되기 시작한 것은 왕비 마리 앙투아네트였다.
신분 고하를 불문하고 친한 친구들에게만 파격적으로 특혜를 베푸는, 전통적으로 프랑스 왕비에게 요구되는 태도와는 거리가 있는 마리 앙투아네트 특유의 성격과 적국 오스트리아 출신이라는 점은 마리 앙투아네트를 귀족들과 평민들 모두에게 미움 받고 배척당하게 하는 데 크게 일조하였다. 또한 정적들의 은밀한 정치적, 재정적 보조와 '언론 자유'를 부르짖는 부르주아들에 의해 왕비를 도덕적, 재정적으로 폄훼하는 팸플릿들이 무수히 생겨나면서 왕비의 평판은 심한 타격을 입었다.
루이 조제프가 사망한 1789년 왕권의 상징이었던 바스티유가 함락되면서 상황은 보다 악화되었다. 재상이자 왕비파였던 브르퇴이 남작은 독일로 도주하였고, 왕의 동생 아르투아 백작 일가를 비롯해 다수의 왕족들이 왕의 명을 받고 해외로 도피하였다. 왕비의 최측근 폴리냑 공작 부인 또한 이때 스위스로 피신하였다. 결국 그 해 10월 5일, 파리 시민들의 베르사유 행진 이후 포위된 왕실은 베르사유를 떠나 강제로 파리 내 튈르리 궁에 격리되었다. 그러나 일부 골수 왕당파들은 생명의 위협에도 불구하고 여전히 프랑스에 남아 왕가를 보필하였다. 그 중 한 명이었던 투르젤 후작 부인은 왕비의 친구 랑발르 공작 부인과 함께 탕플에서까지 왕족들의 곁에 남아 있었다. 후작 부인의 딸로 이 당시 마리 테레즈의 친구가 된 폴린 드 투르젤은 혁명의 와중에서도 구사 일생으로 살아나 마리 테레즈의 평생에 걸친 친구가 되었다.

## 탕플 성의 고아
혁명의 열기와 정치적 위협이 점차 심해지자 왕과 왕비는 파리를 떠나 왕당파가 세력을 뻗치고 있는 프랑스 동북부의 몽메디로 도주할 계획을 세우고 실현에 옮겼다. 그러나 이 탈출은 국경 지대인 바렌느 앙 아르곤에서 붙잡히면서 실패로 끝났다. 왕족들은 보다 안락했던 튈르리에서 몹시 열악할뿐더러 탈출이 거의 불가능한 탕플로 이송되었다. 이 사건으로 완전히 신망을 잃은 루이 16세는 결국 1793년 1월, 단두대에 올라 처형당했다. 어머니 마리 앙투아네트는 1793년 10월에 처형당했고, 아버지 루이 16세의 동생으로 역시 왕가의 일원이었던 마담 엘리자베트가 1794년 각각 단두대에서 처형당했으며 남동생 루이 17세가 된 루이 샤를이 가족과 격리된 끝에 1795년 사망했다. 왕가의 주요 인물들 중 마리 테레즈만이 여자인 데다가 너무 어리다는 이유로 탕플에 홀로 갇힌 채 세월을 보냈다. 바깥 소식을 전혀 알려주지 않았던 탓에 마리 테레즈는 탕플에서 풀려날 때까지 어머니, 고모가 모두 죽었다는 사실을 전혀 모르고 있었다.

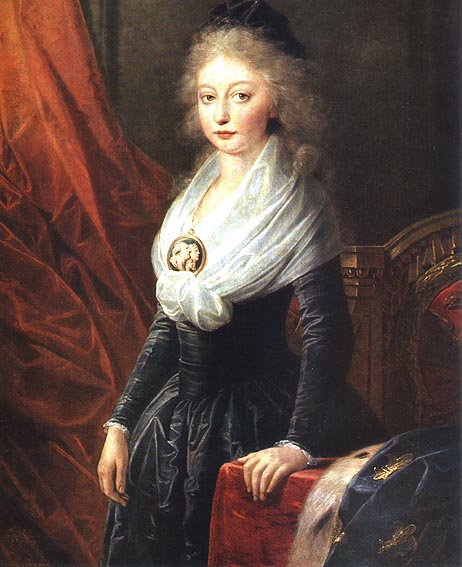
1795년, 오스트리아 빈

공주는 왕위계승권을 가지지 않는 프랑스에서 마리 테레즈의 존재는 그다지 위협적인 존재가 아니었고, 혁명 당시 고작 10대 초 중반의 소녀였던 탓에 마리 앙투아네트나 마담 엘리자베트처럼 반역죄로 처형하기에는 근거가 충분치 못하여 마리 테레즈는 여전히 수감 상태에 머물러 있었다. 왕가를 몹시 미워했음에도 불구하고 그들의 불행을 동정하던 파리 민중들 사이에서는 이미 마리 테레즈에 대한 옹호적인 여론이 강하게 퍼져 있었고, 혁명 당원들도 그녀를 어떻게 처리해야 할지 몰라 고심하였다. 결국 마리 테레즈는 혁명 정부와 오스트리아 황실 사이의 계약에 의해 포로가 된 혁명당원 몇 명과 교환되기로 결정되었다. 오스트리아로 보내지기 직전 막시밀리앙 드 로베스피에르가 그녀를 방문했다는 기록이 남아 있지만 둘 사이에 무슨 대화가 오갔는지는 알려지지 않는다.
외사촌 프란츠 2세가 통치하는 오스트리아 빈으로 보내진 마리 테레즈는 그 곳에서도 억압된 생활을 해야 했다. 메르시 아르장토 백작의 지속적인 청원에도 불구하고 마리 앙투아네트가 처형당할 때까지 그녀에게 무관심했던 합스부르크 황족들은 마리 앙투아네트와 관련된 이야기나 그녀를 상기시키는 것들을 몹시 꺼려했는데, 마리 테레즈는 바로 그녀의 딸이었던 탓에 그들에게 매우 불편한 존재였다.

## 망명 생활과 결혼

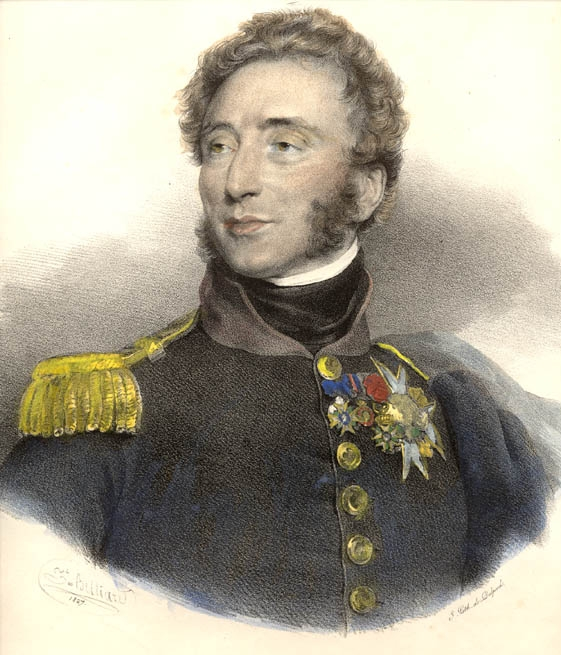
앙굴렘 공 루이 앙투안

마리 테레즈는 빈에 도착한 뒤, 얼마 못 가 현 발트 3국의 하나로 당시에는 러시아 제국의 일부였던 라트비아의 옐가바에서 거주하고 있는 숙부 프로방스 백작에게 보내졌다. 차르 파벨 1세의 식객으로 지내고 있던 프로방스 백작은 루이 17세의 사망이 알려진 뒤 루이 18세로 자처하며 생활하고 있었다. 프로방스 백작은 프랑스 왕실의 결집을 위해 마리 테레즈가 부르봉 왕가의 일원과 결혼해야 한다고 생각했고, 오스트리아 대공과의 결혼을 강요받고 있던 마리 테레즈는 이에 대해 열렬히 찬성하였다. 결국 숙부인 아르투아 백작의 장남으로 왕위 계승 서열 2위인 앙굴렘 공작 루이 앙투안이 신랑감으로 결정되었다.
왕실 가족은 이후 영국으로 망명하였고, 버킹엄셔에 정착하였다. 마리 테레즈를 비롯한 아르투아 백작 일가는 주로 에딘버러의 홀리루드 궁에서 많은 시간을 보냈다. 1814년 황제 나폴레옹 1세가 몰락하자 부르봉 왕가는 다시 왕위를 되찾고 프랑스에 되돌아왔다.

## 왕태자비 시절

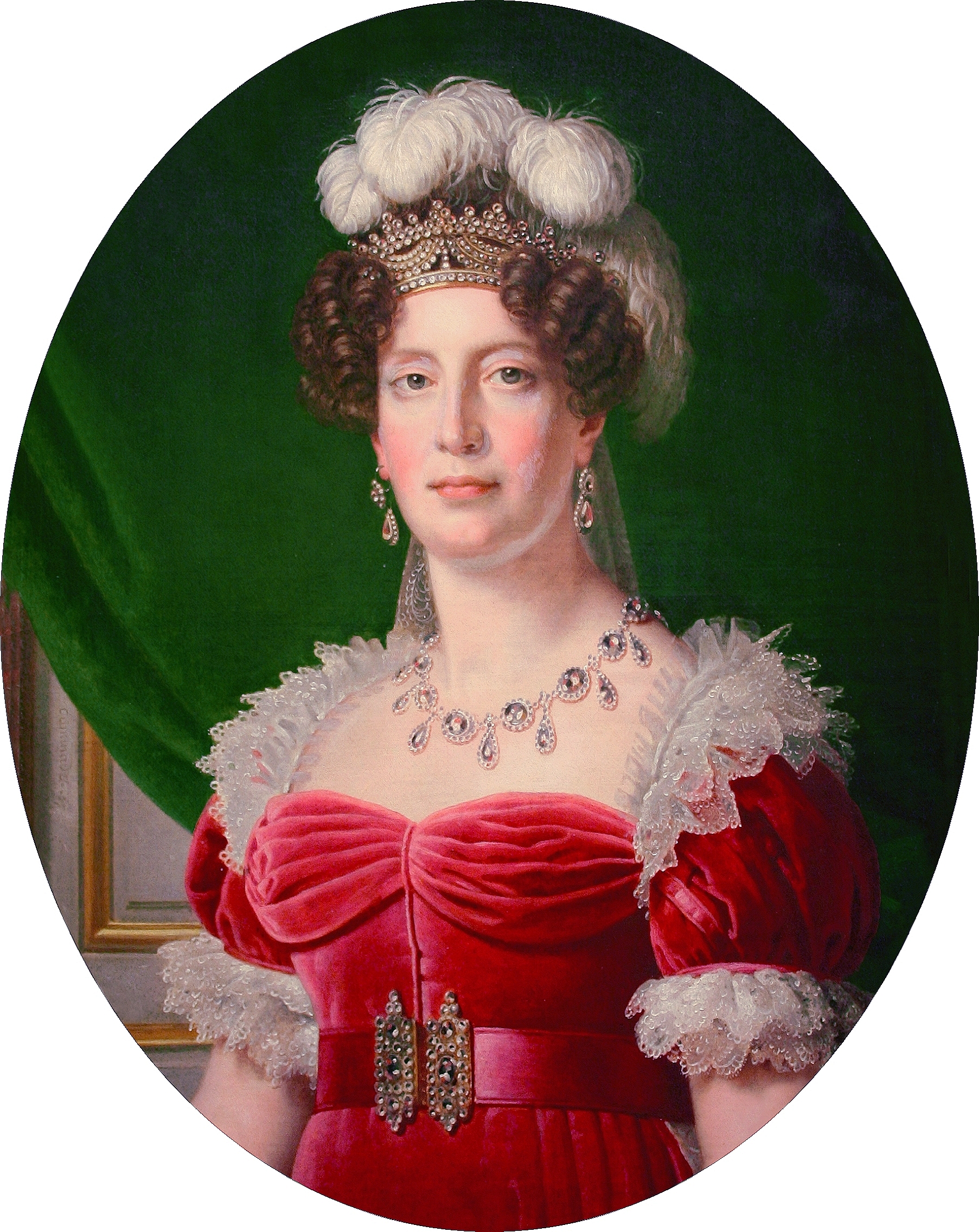
1827년

프랑스에 되돌아온 부르봉 왕가는 일단 바닥까지 떨어진 왕실의 위엄을 되찾는 일부터 착수하였다. 1815년, 죽은 루이 16세와 마리 앙투아네트, 마담 엘리자베트의 시신을 찾아내 왕실 묘소가 있는 생드니 대성당에 안치시키고 화려하게 장식하였다.
그러나 이 작업이 끝나자마자 엘바섬에 유배되었던 나폴레옹이 1815년 2월 26일, 엘바섬을 탈출, 프랑스에 되돌아오는 데 성공하였다. 겁에 질린 왕족들은 국왕 루이 18세를 시작으로 모두 황급히 도주하였다. 이때 왕족들의 도주에 제어를 걸고 단호히 맞선 유일한 인물은 오직 마리 테레즈 뿐이었다. 당시 보르도에 거주하고 있던 마리 테레즈는 나폴레옹이 돌아온다는 소리에 용감하게 군대를 소집하고 그와 맞서려 했으나, 나폴레옹의 위용을 실제로 보고 들었던 군인들은 공포에 떨며 마리 테레즈의 신변을 보호하는 것만을 약속했을 뿐 나폴레옹에게 맞서려 하지 않았다. 이 이야기를 들은 나폴레옹은 "그녀는 그 가문의 유일한 남자(only man in her family)"라며 정론보도를 해야할 언론조차도 처음에는 역도가 탈출했다고 보도하다가 나중에는 황제께서 입성했다고 아부했다는 유명한 이야기가 있을만큼 사람들이 두려워하는 자신을 두려워하지 않고 맞서려고 한 여걸(女傑)마리 테레즈의 용기에 감탄한 뒤 마리 테레즈가 도망칠 수 있도록 놓아주었다. 결국 대세가 기운 것을 깨달은 마리 테레즈는 국외로 도피하였다.
하지만 1815년 6월 18일, 워털루 전쟁의 패배로 나폴레옹이 다시 몰락, 세인트헬레나 섬에 유배되면서 부르봉 왕실은 다시 프랑스에 복귀하였다. 1824년, 루이 18세가 자식 없이 사망하자 동생 아르투아 백작이 샤를 10세로 즉위하였고, 그의 장남 앙굴렘 공작이 왕태자가 되면서 마리 테레즈 또한 왕태자비가 되었다. 많은 민중들은 불행했던 시절과 루이 16세와 마리 앙투아네트의 유일한 직계 자손이라는 점이 전설이 된 마리 테레즈를 반겼지만 마리 테레즈는 자신에게 바로 그 불행을 안겨준 민중들을 진심으로 싫어한다는 것을 숨기지 않았고, 우아하고 센스 넘치는 여인이었던 어머니 마리 앙투아네트와 달리 거만하고 새된 목소리에 신경질적이었다고 한다. 일설에는 마리 테레즈 역시 루이 17세와 관련해 소문이 돌았던 것처럼 탕플에서 바꿔치기 당한 가짜일지도 모른다는 주장도 제기되었으나 오늘날에는 이에 대해 부정적인 견해가 거의 대부분이다. 또한 샤를 10세와 더불어 극단적으로 보수적이었던 그녀의 정치관은 지식인들 사이에서 경계 대상이 되었다.

## 재 망명과 사망

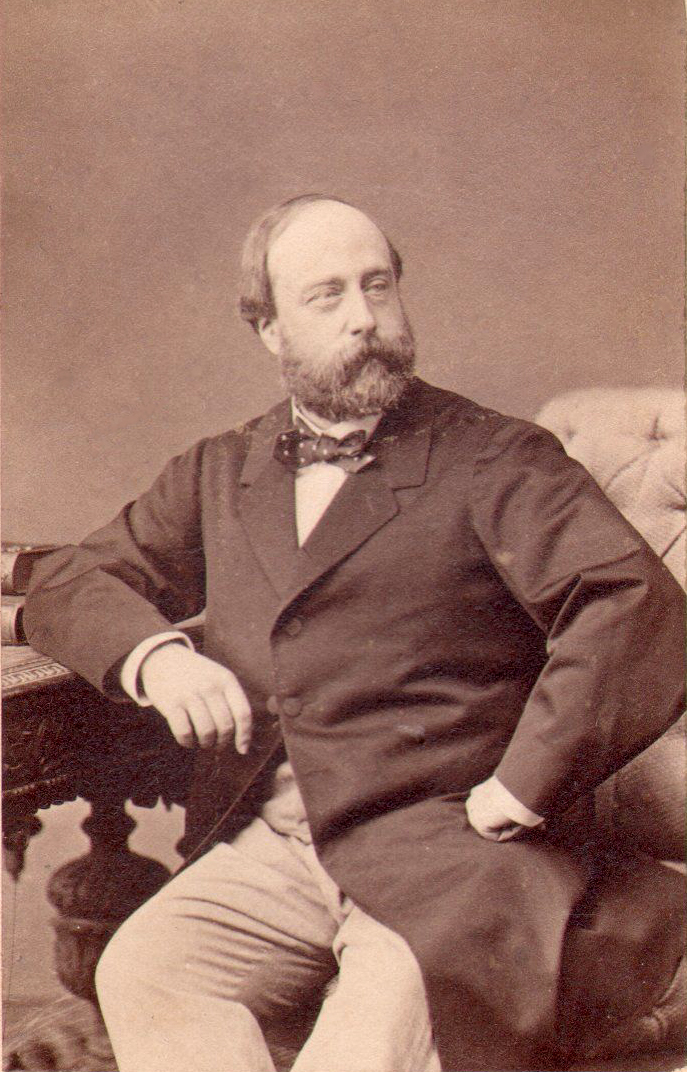
샹보르 백작 앙리

결국 샤를 10세와 그의 아들 앙굴렘 공작이 7월 혁명으로 축출되면서, 마리 테레즈는 샤를 10세에 이어 앙굴렘 공작이 퇴위 서류에 서명하는 20분 가량만 프랑스의 왕비가 되었다. 샤를 10세의 뒤는 오를레앙 가 출신으로 '시민 왕'으로 이름 높았던 루이 필리프가 이었다. 불편한 존재가 된 그들은 결국 다시 망명길에 올라 영국, 오스트리아, 이탈리아 등을 떠돌아다녔다. 남편 앙굴렘 공작은 1844년 사망하였다.
자녀가 없었던 마리 테레즈는 시동생 베리 공작의 유복자인 샹보르 백작 앙리를 친자식처럼 키웠고, 루이 필리프의 왕위 계승을 결코 인정하지 않았던 탓에 그가 진정한 왕위 계승자라고 생각하였다. 그녀의 추종자들은 물론이고 그 자신도 그렇게 생각한 탓에 그들은 그를 앙리 5세라 부르기도 하였다. 마리 테레즈는 1851년 오스트리아의 프로스도르프에서 사망하였다.

## 참고 문헌
- Desmond, Alice Curtis. " Marie Antoinette's Daughter ". NY: Dodd, Mead & Company, 1967. ISBN 0-396-05641-5.
- Nagel, Susan. " Marie-Therese, Child of Terror: The Fate of Marie Antoinette's Daughter ". NY: Bloomsbury, 2008. ISBN 1-59691-057-7
- 안토니아 프레이저, 정영문 외 역. 마리 앙투아네트. 현대문학. 2006